# كارلا إميري
كارلا إميري (بالإنجليزية: Carla Emery)‏ هي كاتِبة أمريكية، ولدت في 19 يناير 1939 في لوس أنجلوس في الولايات المتحدة، وتوفيت في 11 أكتوبر 2005 في أوديسا في الولايات المتحدة.